# Alan Menken
Alan Menken (New Rochelle, New York, 22 juli 1949) is een Amerikaans componist van musical- en filmmuziek. Hij is vooral bekend als de componist van de muziek bij vele Disneyfilms, waarvoor hij in totaal acht Oscars heeft gewonnen.

## Leven
Menken groeide op in New Rochelle, in de staat New York, en toonde tijdens zijn jeugd reeds een grote muzikale ontwikkeling. Hoewel hij wel piano en viool leerde spelen werd hij pas na zijn studie aan de New York University professioneel musicus. Hij kwam aan het Lehmann-Engel-musicaltheater te werken, waar hij zich gaandeweg specialiseerde in het arrangeren en later componeren van musicals. Zijn eerste succes was Little Shop of Horrors uit 1982. Vanaf 1989 schreef hij verscheidene uiterst succesvolle filmpartituren voor Disneyfilms.
Hij werkte jarenlang samen met tekstschrijver Howard Ashman, die in 1991 overleed. Daarna zette hij onder meer teksten van Tim Rice, Stephen Schwartz en David Zippel op muziek. In 2010 kreeg Menken een ster op de beroemde Hollywood Walk of Fame.
Menken is getrouwd met voormalig danseres Janis Menken en heeft twee kinderen.

## Filmografie
| Jaar | Titel                                | Opmerkingen                            |
| ---- | ------------------------------------ | -------------------------------------- |
| 1986 | Little Shop of Horrors               | Live action film (The Geffen Company)  |
| 1989 | The Little Mermaid                   | Animatiefilm (Disney)                  |
| 1991 | Beauty and the Beast                 | Animatiefilm (Disney)                  |
| 1991 | Newsies                              | Live action film (Disney)              |
| 1992 | Aladdin                              | Animatiefilm (Disney)                  |
| 1993 | Life with Mikey                      | Live action film (Touchstone Pictures) |
| 1995 | Pocahontas                           | Animatiefilm (Disney)                  |
| 1996 | The Hunchback of Notre Dame          | Animatiefilm (Disney)                  |
| 1997 | Hercules                             | Animatiefilm (Disney)                  |
| 2004 | Home on the Range                    | Animatiefilm (Disney)                  |
| 2004 | Noel                                 | Live action film (Convex Group)        |
| 2006 | The Shaggy Dog                       | Live action film (Disney)              |
| 2007 | Enchanted                            | Animatie/Live action film (Disney)     |
| 2010 | Tangled / Rapunzel                   | Animatiefilm (Disney)                  |
| 2012 | Mirror Mirror                        | Live action film (Relativity Media)    |
| 2016 | Sausage Party                        | Animatiefilm (Columbia Pictures)       |
| 2016 | Aria for a Cow                       | Korte film                             |
| 2017 | Beauty and the Beast (Remake)        | Live action film (Disney)              |
| 2017 | Tangled / Rapunzel de Serie          | Animatieserie (2017-2020 Disney)       |
| 2018 | Howard                               | Documentaire (Disney)                  |
| 2018 | Ralph Breaks The Internet            | Animatiefilm (Disney)                  |
| 2019 | Aladdin (Remake)                     | Live action film (Disney)              |
| 2022 | Disenchanted                         | Vervolg op Enchanted (Disney)          |
| 2023 | The Little Mermaid (Remake)          | Live action film (Disney)              |
| 2024 | Spellbound                           | Animatiefilm (Skydance Animation)      |
| *    | The Hunchback of Notre Dame (Remake) | Live action film (Disney)              |
| *    | Aladdin vervolg                      | Live action film (Disney)              |
| *    | Tangled / Rapunzel (Remake)          | Live action film (Disney)              |

## Musicals
| Jaar | Titel                                        | Opmerkingen                                         |
| ---- | -------------------------------------------- | --------------------------------------------------- |
| 1974 | Dear Worthy Editor                           |                                                     |
| 1979 | Kurt Vonnegut's God Bless You, Mr. Rosewater |                                                     |
| 1982 | Little Shop of Horrors                       |                                                     |
| 1992 | Weird Romance                                |                                                     |
| 1994 | Beauty and the Beast                         | Nederlandse premiere: 2005 + revival in 2015        |
| 1995 | A Christmas Carol                            |                                                     |
| 1997 | King David                                   |                                                     |
| 1999 | The Hunchback of Notre Dame                  | Duitse premiere: 1999 + Amerikaanse revival in 2014 |
| 2007 | The Little Mermaid                           | Nederlandse, Internationale premiere: 2012          |
| 2009 | Sister Act                                   | Nederlandse premiere: 2013                          |
| 2011 | Newsies                                      |                                                     |
| 2012 | Leap of Faith                                |                                                     |
| 2014 | Aladdin                                      | Nederlandse premiere: 2021                          |
| 2015 | The Apprenticeship of Duddy Kravitz          |                                                     |
| 2015 | Tangled: the musical                         | Disney-Cruiseschip musical                          |
| 2016 | A Bronx Tale: The Musical                    |                                                     |
| 2019 | Hercules                                     | Central Park musical                                |

###### In ontwikkeling
- Hercules the Broadway musical,  grootschalige Broadway theaterbewerking van de gelijknamige animatiefilm uit 1997.
- Tangled musical, grootschalige theaterbewerking van de gelijknamige animatiefilm uit 2010.

## Prijzen & Nominaties
| Jaar | Titel                          | Prijs |
| ---- | ------------------------------ | --- |
| 1990 | The Little Mermaid             | Winnaar in de categorie "beste filmpartituur" + Winnaar in de categorie "beste filmsong" voor "Under the Sea".            |
| 1992 | Beauty and the Beast.          | Winnaar in de categorie "beste filmpartituur" + Winnaar in de categorie "beste filmsong" voor "Beauty and the Beast".     |
| 1993 | Aladdin                        | Winnaar in de categorie "beste filmpartituur" + Winnaar in de categorie "beste filmsong" voor "A Whole New World".        |
| 1995 | Pocahontas                     | Winnaar in de categorie "beste filmpartituur" + Winnaar in de categorie "beste filmsong" voor "Colors of the Wind".       |
| 1996 | The Hunchback of Notre Dame    | Nominatie in de categorie "beste filmpartituur".                                                                          |
| 1997 | Hercules                       | Nominatie in de categorie "beste filmsong" voor "Go the Distance".                                                        |
| 2008 | Enchanted                      | Nominatie in de categorie "beste filmsong" voor "Happy Working Song", "That's How You Know" en "So Close".                |
| 2011 | Tangled / Rapunzel.            | Nominatie in de categorie "beste filmsong" voor "I See the Light".                                                        |
| 2020 | Tangled / Rapunzel: The Series | Winnaar Daytime Emmy Award in de categorie "Outstanding Original Song in a Animated Program" voor "Waiting in the Wings". |

- Bibsys: 90203565
- Biblioteca Nacional de España: XX1260867
- Bibliothèque nationale de France: cb139954845 (data)
- CiNii: DA10420647
- Gemeinsame Normdatei: 119449900
- International Standard Name Identifier: 0000 0001 1453 2823
- Library of Congress Control Number: n81100859
- Nationale Bibliotheek van Letland: 000051231
- MusicBrainz: 817c68f4-e110-4529-82fa-aec902e9768f
- Nationale Bibliotheek van Tsjechië: xx0043841
- Nationale Bibliotheek van Israël: 987007265368105171
- Nederlandse Thesaurus van Auteursnamen: 073586153
- Istituto Centrale per il Catalogo Unico: UBOV489610
- LIBRIS: 402995
- SNAC: w6mc98pw
- Système universitaire de documentation: 110303148
- Trove: 1149663
- Virtual International Authority File: 100241324
- WorldCat: E39PBJr7QkYHMYyfMmbdggGJXd